# L.A.W.
L.A.W. (acronimo di Living Assault Weapons ovvero "armi da assalto viventi", ma law letteralmente significa "legge") è una miniserie a fumetti pubblicata negli Stati Uniti d'America in sei numeri dalla DC Comics.
Il gruppo protagonista consisteva dei personaggi della Charlton Comics Blue Beetle, The Question, Judomaster, Capitan Atom, Peacemaker, Nightshade e Sarge Steel. Il primo numero segnò l'inizio delle comparse di Mitchell Black nei panni di Peacemaker così come le prime comparse del super criminale Avatar.

## Storia editoriale
L.A.W. n. 1 debuttò nel settembre 1999, e fu scritto e colorato da Bob Layton su disegni di Dick Giordano. I logo della serie su ognuna delle sei copertine raffigurava ogni membro del gruppo, con il primo numero concentrato su "Blue Beetle". I numeri successivi furono gli sfondi per i nomi di (in ordine di uscita): Question, Peacemaker, Nightshade, Judomaster, e Capitan Atomo. Le sei copertine incorporavano uno sfondo iniziale del nome del personaggio, su un'immagine di sfondo dove l'intero gruppo formava una linea che rappresentava tutte e sei le copertine.
La serie uscì mensilmente fino al febbraio 2000, e fu uno dei tre progetti di Lyton e Giordano (che presto annunciarono la formazione di una loro casa editrice insieme a David Michelinie, la Future Comics) per la DC nello stesso periodo, insieme alle due storie di Batman Elseworlds.

## Trama
The L.A.W. fu formata in risposta alla scomparsa della Justice League of America dopo che fu attaccata da Avatar. Dopo aver causato la scomparsa della League insieme alla loro Torre di Guardia, attaccò la torre di lancio della European Space Agency. Durante l'attacco, Capitan Atomo tentò di fermarlo, ma fu sconfitto e catturato da Avatar. Il criminale trattenne il Capitano prigioniero di un grande cristallo che ne conteneva i poteri. Alla fine, si scoprì che Avatar aveva bisogno del potere di Capitan Atomo per fare funzionare il suo piano.
Al Consulente Superiore degli Affari Metaumani, Sarge Steel, fu chiesto dal Presidente di andare nelle Alpi Svizzere per trovare qualunque informazione a proposito di Avatar e della scomparsa della JLA. Sarge Steel fu inviato sulle Alpi Svizzere poiché il Progetto Peacemaker aveva luogo lì e avevano una grande quantità di informazioni; più specificatamente, informazioni riguardanti Avatar e la scomparsa della League. Come Sarge Steel arrivò, gli scagnozzi di Avatar attaccarono il Progetto Peacemaker. Con l'aiuto del nuovo Peacemaker, Mitchell Black, riuscirono a sconfiggere i malviventi prima che potessero distruggere la maggior parte della base.
Durante il combattimento al Progetto Peacemaker, Blue Beetle e Question stavano investigando su alcuni seguaci di Avatar. Fu a quel punto che incontrarono Judomaster che stava andando da solo a sistemare un problema che lui stesso aveva causato. I tre eroi furono però attaccati dai seguaci di Avatar e fuggirono a bordo dello spacecraft personale di Blue Beetle. Mentre si ritiravano, furono contattati dal sarge Steel perché lo raggiungessero e lo incontrassero sulle Alpi.
Quando arrivarono alla base del Progetto Peacemaker, si scoprì che lì vi era anche Nightshade, che si era appena ripresa da una procedura effettuata da Fate per rimuovere un Succubo dal suo corpo. A causa della procedura, l'eroina aveva sviluppato die nuovi poteri: ora poteva viaggiare facilmente tra le ombre e utilizzarle per formarne dei "cicloni ombra" come armi contro gli scagnozzi di Avatar che stava seguendo. Nightshade utilizzò questi nuovi poteri per fare sì che gli scagnozzi non potessero catturare l'ambasciatore francese Yves Fortè.
Durante la battaglia contro Avatar e i suoi seguaci, Peacemaker, Blue Beetle, Question e Judomaster furono sconfitti e quest'ultimo fu anche portato alla base di Avatar. Mentre si trovava incatenato al muro, Judomaster scoprì che Avatar non era altri che la sua ex spalla, Tiger.
Nightashade riuscì a localizzare la Justice League e la loro Torre di Guardia grazie ai suoi nuovi poteri. Riuscì anche a risvegliarli dalla stasi in cui erano stati sottoposti da Avatar e la aiutarono a sconfiggerne gli scagnozzi. La JLA ritornò sulla Terra per sconfiggere i seguaci rimanenti mentre Peacemaker, Blue Beetle e Question andarono nello spazio aperto per distruggere il sistema di puntamento che Avatar intendeva utilizzare per distruggere tutti i punti militari mondiali. Blue Beetle riuscì con successo a disarmare il sistema e avvertì una catastrofe più grande. Quindi Jusomaster si incontrò con Avatar e, sapendo che era stato battuto, si arrese.
The L.A.W. riuscì a liberare Capitan Atomo e tutti i membri, alla fine, andarono per la propria strada. Blue Beetle decise di ritirarsi per qualche tempo dalla carriera super eroistica per meglio capire chi fosse davvero.